# Свинка (приток Горнада)
Свинка (словац. Svinka) — река в Словакии, протекает по Прешовскому и Кошицкому краям. Левый приток Горнада. Длина реки — 49,91 км, площадь водосборного бассейна — 344,560 км². Идентификатор реки — 4-32-03-1532.
Берёт начало на юго-западном склоне горы Смрековица (1200 м) на высоте около 1000 м над уровнем моря. Впадает в Горнад у поселения Обишовце.

## Притоки
По порядку от устья:
- Peklianka (пр)
- L’ubovec (пр)
- Podlabanec (лв)
- Žarinec (пр)
- Hlboký potok (пр)
- Bzenovský potok (лв)
- Borsuči potok (лв)
- Kvačiansky potok (пр)
- Brežanky potok (пр)
- Malá Svinka (лв)
- Daletický potok (лв)
- Chminiansky potok (лв)
- Križovianka (пр)
- Dúbrava (лв)
- Hermanovský potok (лв)
- Lazný potok (лв)
- Štefanovský potok (лв)
- Libešanký potok (лв)
- Kopitovský potok (лв)
- Stašovský potok (пр)
- Kanný jarok (лв)
- Kolbašský potok (лв)
- Brezový jarok (лв)
- Rakovský jarok (пр)
- Jamný potok (лв)
- Diablov potok (лв)[2]